# Мультипликативная функция
Мультипликативная функция в теории чисел ― арифметическая функция {\displaystyle f(m)}, такая, что для любых взаимно простых чисел {\displaystyle m_{1}} и {\displaystyle m_{2}} выполнено:
{\displaystyle f(m_{1}m_{2})=f(m_{1})f(m_{2})}
и
{\displaystyle f(1)=1}.
При выполнении первого условия, требование {\displaystyle f(1)=1} равносильно тому, что функция {\displaystyle f(m)} не равна тождественно нулю.
Функции {\displaystyle f(m)}, для которых условие мультипликативности выполнено для всех натуральных {\displaystyle m_{1},m_{2}}, называются вполне мультипликативными. Функция {\displaystyle f} вполне мультипликативна тогда и только тогда, когда для любых натуральных {\displaystyle x,y} выполняется соотношение {\displaystyle f(xy)=f(x)f(y)}.
Мультипликативная функция называется сильно мультипликативной, если:
{\displaystyle f(p^{\alpha })=f(p)}
для всех простых {\displaystyle p} и всех натуральных {\displaystyle \alpha }.
Примеры:
- функция {\displaystyle \tau (m)} ― число натуральных делителей натурального {\displaystyle m};
- функция {\displaystyle \sigma (m)} ― сумма натуральных делителей натурального {\displaystyle m};
- функция Эйлера {\displaystyle \varphi (m)};
- функция Мёбиуса {\displaystyle \mu (m)}.
- функция {\displaystyle {\frac {\varphi (m)}{m}}} является сильно мультипликативной.
- степенная функция {\displaystyle f(m)=m^{\alpha }} является вполне мультипликативной.

## Построение
Из основной теоремы арифметики следует, что можно произвольно задать значения мультипликативной функции {\displaystyle f(n)} на простых числах и их степенях, а также определить {\displaystyle f(1)=1;} все прочие значения полученной функции определяются из свойства мультипликативности.
Произведение любых мультипликативных функций также является мультипликативной функцией.
Если {\displaystyle f(m)} — мультипликативная функция, то функция
{\displaystyle g(m)=\sum _{d|m}f(d)}
также будет мультипликативной. Обратно, если функция {\displaystyle g(m)}, определённая этим соотношением является мультипликативной, то и исходная функция {\displaystyle f(m)} также мультипликативна.
Более того, если {\displaystyle f(m)} и {\displaystyle g(m)} — мультипликативные функции, то мультипликативной будет и их свёртка Дирихле:
{\displaystyle h(m)=\sum _{d|m}f(d)g\left({\frac {m}{d}}\right)}